# Felsőörs
Het dorp Felsőörs (uitsp: (o met "= eu) Felsjeuursj) ligt in Hongarije in het Veszprém comitaat. Het dorp ligt 3 km naar het binnenland vanaf Alsóörs, aan de noordoostelijke oever van het Balatonmeer.
Over een zijweg komt men naar Felsőörs. De romaanse dorpkerk van Felsőörs heeft drie schepen en stamt uit de 13e eeuw. Tussen 1963 en 1968 werd het gebouw gerestaureerd en kreeg het zijn oorspronkelijke uiterlijk terug. Een wandelpad leidt van het plateau voor de kerk naar het Királykuti-Vögly dal, waar een oude watermolen staat.